# Incêndio na Universal Studios
O incêndio na Universal Studios ocorreu em 1º de junho de 2008 no estacionamento traseiro da Universal Studios Hollywood, um estúdio cinematográfico estadunidense e parque temático na área de San Fernando Valley, no Condado de Los Angeles, Califórnia. O incêndio começou quando um trabalhador usou um maçarico para aquecer as telhas de asfalto que estavam sendo aplicadas a uma fachada. Ele saiu antes de verificar se todos os pontos haviam esfriado e um incêndio logo começou. Nove bombeiros e o vice-xerife do condado de Los Angeles sofreram ferimentos leves. O fogo foi apagado após 12 horas.
A Universal Pictures afirmou que o incêndio destruiu apenas uma parte de três acres do lote do estúdio, incluindo a atração King Kong Encounter e entre 40 a 50 mil cópias de filmes e vídeos digitais arquivados. Uma matéria da New York Times Magazine em junho de 2019 afirmou que o incêndio também destruiu de 118 a 175 mil fitas master de áudio pertencentes a Universal Music Group (UMG). Isso inclui gravações originais pertencentes a alguns dos artistas com mais vendas em todo o mundo. A UMG inicialmente contestou a história, mas o CEO Lucian Grainge confirmou mais tarde que houve uma perda significativa dos arquivos musicais.